# Marin County Free Library
De Marin County Free Library is een openbare bibliotheek met afdelingen in de gemeentevrije gebieden (unincorporated areas) en een aantal gemeenten in Marin County, in de Amerikaanse staat Californië. Andere steden in Marin County hebben een eigen bibliotheek die losstaat van de MCFL. De Marin County Free Library werd in 1926 opgericht. Ze wordt hoofdzakelijk gefinancierd door grondbelastingen. De directeur wordt aangesteld door de raad van Marin County.

## Afdelingen
De Marin County Free Library bedient zowel het dichtbevolkte East Marin als het landelijke West Marin. Afdelingen in het oosten van de county liggen vooral in steden en gemeenten en zijn doorgaans groter. Die in het westen zijn klein, bedienen unincorporated communities en worden gezamenlijk bestuurd. De hoofdadministratie bevindt zich in het Marin County Civic Center in San Rafael.
In East Marin:
- Civic Center Branch in het Marin County Civic Center Building (San Rafael)
- Corte Madera Branch (Corte Madera)
- Fairfax Branch (Fairfax)
- Marin City Branch (Marin City, unincorporated)
- Novato Branch (Novato)
- South Novato Branch (Novato)

In West Marin:
- Bolinas Branch (Bolinas, unincorporated)
- Inverness Branch (Inverness, unincorporated)
- Point Reyes Branch (Point Reyes Station, unincorporated)
- Stinson Beach Branch (Stinson Beach, unincorporated)